# 琴似
琴似（ことに）は、北海道札幌市西区の地名。

## 地名の由来
もともと、現在の札幌都心部にあった多くの水系をアイヌ語で「コトニ（kotoni）」と総称しており、現在も北海道大学敷地内に保存されているサクシュコトニ川などの諸川が存在した。
この「コトニ（kotoni）」の原義は「コッネイ（kot-ne-i）」（窪地・になっている・もの）の意と考えられており、窪地の泉池から諸川が流れていたことを表していると考えられている。
現在の琴似地区は1872年（明治4年）開拓使が南4条の官用地に寄留していた農夫数軒を当地に移転させて、「琴似村」と命名し、加えて1875年（明治8年）に屯田兵が入植して「琴似兵村」を開村した経緯から、前述のコトニの地名が札幌都心部から移動して成立したもので、もともとは「チップトゥラシ（cip-turasi）」（舟・遡る〔川〕）と呼ばれていた。
現在、住居表示の上での「琴似」は、琴似1条1丁目から琴似4条7丁目まで存在し、該当する区域の旧地名は宮ノ下、本町、川添東、川添西である。しかし、旧琴似村（のちの琴似町）に含まれていた八軒・二十四軒・山の手などの周辺地域も含めた広域地名として、「琴似」の名称を用いている場合もある（例：現在では八軒地区となった地域に所在する札幌市立琴似中央小学校〔旧琴似町の中心の意〕など）。

## 地理・地形
隣接している地区は、北はJR函館本線を境に八軒、東は二十四軒、南は北5条手稲通（旧国道5号線）を境に山の手、西は琴似発寒川を境に発寒、北5条手稲通と琴似発寒川の交差地点の向かい側が旧・手稲町である西町（旧・手稲東）。

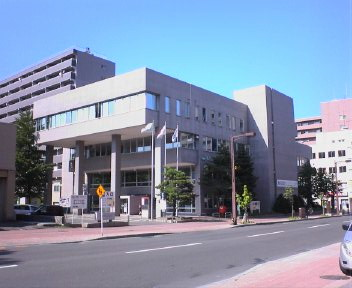
札幌市西区役所庁舎

地域内にはJR琴似駅と地下鉄琴似駅が存在するが、この2駅は直結しておらず、約800mの距離がある。両駅を結ぶ形で地域の中心を屯田兵村時代からのメインストリートである琴似本通（北海道道276号琴似停車場線、琴似栄町通）が通っている。この通りを中心に、西区役所、消防署、医療機関・病院、商業施設、金融機関、ホテル、マンションなどが林立している商業地域であり、札幌市でも有数の繁華街である。また小路に入ると、古くからの民家も密集する住宅地でもある。
近年、大規模なマンションがいくつも建設され、またJR琴似駅周辺では再開発によって新しい商業施設が開業するなど、街並みが変化している。大型店・チェーン店の進出が徐々に進む一方で、閉鎖され空きテナントとなっているビルも見られるようになってきた。
旧琴似川や琴似発寒川の扇状地の上に発達した市街地。札幌市中心部が豊平川の扇状地の上に築かれているのと同じ。一見、平坦な土地に見えるが、山側から八軒方面に向かって多少の傾斜がある。JR琴似駅とを結び、商業施設が集中する琴似栄町通（西区琴似と東区栄町を結ぶ道路・琴似区間の通称は「琴似本通」）をJR琴似駅側から見ると、建物が水平より高くなっていくのがわかる。この傾斜のせいで、JR琴似駅やイトーヨーカドー琴似店などは北東側と南西側のそれぞれの出口で、一方は道から普通に入れるのに反対側は数段の階段になっていたりする。
北海道の都市に多い碁盤目状都市区画だが、札幌市中心部と違い、琴似地区は東西南北に対して45度程度の傾きのある区画になっている。これは屯田兵村だったころの区画や鉄道線がその方向に走っているためでもあるが、八軒や二十四軒、西野や西町など西区の大部分は琴似と同じ方向の区画になっている。琴似地区でも、中心部の2条2丁目や3条3丁目～3条6丁目あたりまでは道が整理されておらず、内部には通り抜けのできない道路や変形した交差点がいくつか見られる。

## 歴史
- 1857年頃から徳川幕府が家来を「作男」として、琴似・発寒地区で開拓させていた。
- 1870年：開拓判官の島義勇が札幌の開拓に着手。
- 1872年：開拓使が南4条の官用地に寄留していた農夫数軒を当地に移転させて、「琴似村」と命名[3]。小樽 - 札幌間の中継拠点となる。
- 1873年：札幌郡琴似村となり戸数58戸、人口228名。職業は主に農業、運搬業であった。黒田清隆により「屯田兵例則」が制定され、移住計画を策定。一戸あたり土地150坪とし、208戸を造成。
- 1875年：屯田兵が旧館県（北海道松前町）及び、青森、宮城、酒田の三県の士族で戊辰戦争に出た者を募集する。第一回の移住者は198戸・965名（青森49戸、宮城93戸、酒田8戸、他道内48戸）。5月14日、青森を通斉丸で発ち、16日に小樽に到着。その後、徒歩・馬等で入居。先に入植していた轟清吉らによる食事の用意に感動した。
- 1876年：第2次屯田兵として琴似に3戸が移住。
- 1877年：札幌市立琴似小学校の前身となる、官立小学校開校。第一大隊屯田兵が西南戦争に出征。
- 1880年4月21日：官営幌内鉄道（現：JR函館本線、手宮駅 - 札幌駅間）開業。
- 1882年：開拓使廃止。官営幌内鉄道琴似駅開業
- 1895年：屯田兵が日清戦争に出征するも、参戦せず帰還。
- 1900年：屯田兵募集中止。
- 1902年：琴似郵便局開局。
- 1904年：屯田兵条例廃止。
- 1906年：屯田兵村としての役割を終え、二級町村制が施行され琴似村となる。
- 1934年：札幌 - 小樽間に国鉄バス開通。
- 1942年：琴似村が町制施行し、琴似町となる。この時、琴似町に所在した地名は、琴似、山の手、八軒、二十四軒、発寒、盤渓、宮ノ森、屯田、新琴似、新川。
- 1947年：国勢調査、琴似町人口16,221人。
- 1955年：琴似町が札幌市と合併（琴似町の名は住所に残される。住所表記の例：札幌市琴似（町）山の手4条2丁目1番地）。
- 1967年：手稲町が札幌市と合併。
- 1972年：札幌市が政令指定都市となり、区制施行。札幌市西区琴似となる（この時は旧・手稲町を含む）。西区役所が開設。
- 1976年6月10日：札幌市営地下鉄東西線の開通、同線終着駅の札幌市営地下鉄琴似駅開業。
- 1989年：西区から手稲区（旧・手稲町の一部及び発寒の一部）が分区。この時に現在の住居表示に確定。
- 1999年2月25日：札幌市営地下鉄東西線が琴似駅より宮の沢駅まで延伸開業。この影響により終着駅であった為の利便性・集客力が低下し、地下鉄琴似駅直結のダイエー琴似店の売上げ減、紀伊国屋書店琴似店の撤退など、危惧されたことも多かった。
- 2002年：ヴェルビュタワー琴似（30階建てマンション）が完成。
- 2003年：琴似栄町通の拡張化、排雪溝工事。
- 2006年2月：ザ・サッポロタワー琴似（40階建てマンション、所在地は八軒）が完成。
- 2009年9月：ラジェストタワー琴似（20階建てマンション）が完成。
- 2013年10月：プレミスト琴似スカイクロスタワー（40階建てマンション）が完成。
- 2015年6月1日：株式会社豊多[4]がエリア放送ことにTVを開始[5]。
- 2024年4月12日：ことにTVがエリア放送を終了[6]。

## 住所
| 町丁                | 郵便番号 |
| ------------------- | -------- |
| 琴似1条1丁目～7丁目 | 063-0811 |
| 琴似2条1丁目～7丁目 | 063-0812 |
| 琴似3条1丁目～7丁目 | 063-0813 |
| 琴似4条1丁目～7丁目 | 063-0814 |

## 教育機関

### 保育園
- （私立）琴似あやめ保育園 （琴似2-2）

### 幼稚園
- （私立）浄恩幼稚園（琴似3-6浄恩寺）

2009年閉園

### 小学校
- 札幌市立琴似小学校（琴似2-7）、（琴似中央小学校は八軒7東1）

### 中学校
なし（札幌市立琴似中学校は山の手4-2）

### 高等学校
なし（北海道札幌琴似工業高等学校は発寒13-11）

## 周辺施設
- 西区役所（琴似2-7）
- 西区民センター・保健センター（同）
- 札幌市消防局琴似出張所（旧西消防署）（同）
- 琴似神社（琴似1-7）
- 琴似屯田兵村兵屋跡（琴似2-5）
- 琴似バスターミナル（＝地下鉄琴似駅地上部分、琴似1-4）
- ヴェルビュタワー琴似（琴似2-1）
- ラジェストタワー琴似（琴似1-1）
- ザ・サッポロタワー琴似（所在地は八軒、JR琴似駅直結）
- プレミスト琴似スカイクロスタワー（琴似4-2）

### 商業施設
- イオン札幌琴似店（琴似2-4）
- マックスバリュ琴似店（琴似2-4）
- CiiNA CiiNA 琴似（琴似2-1）
- 5588KOTONI（ごうごうはちはちことに＝テナント雑居ビル）（琴似2-1）
  - カラオケマッシュ琴似店（同、5588KOTONI内）
  - 富士メガネ5588KOTONI店（同、5588KOTONI内）
- コルテナI（SCなどのある商業施設）（琴似4-1）
  - トライアルスマート琴似店（同、コルテナI内。旧TSUTAYA札幌琴似店跡地に2024年1月31日オープン）
- 琴似グリーンホテル（148室、琴似3-1）
- 札幌ホテルヤマチ（52室、琴似1-3）
- 和民琴似栄町通り店（琴似1-3）
- 松屋琴似店（琴似1-2）
- ケンタッキー琴似店（琴似1-5）
- QBハウスJR琴似駅店（琴似2-1）
- ツルハ琴似駅東口店（八軒1東1）
- ゲオ札幌琴似店（琴似1-1）
- ゲオ文教堂札幌琴似店（琴似2-1）
- まねきねこ琴似店（琴似1-5）
- 歌屋札幌琴似店（琴似1-3）
- ジャンカラ琴似店（琴似2-3）

## 交通
- JR北海道函館本線：「発寒中央駅」－「琴似駅」－「桑園駅」

琴似駅 (JR北海道)（琴似2-1）
- 札幌市営地下鉄東西線：「発寒南駅」－「琴似駅」－「二十四軒駅」

琴似駅 (札幌市営地下鉄)（琴似1-4）

## エリア放送
2015年（平成27年）に、札幌市中央区に本社を置く不動産業者の株式会社豊多が地上一般放送局の免許を取得、6月1日から地上一般放送事業者としてことにTVの愛称でエリア放送を開始

した。北海道では安平町のあびらチャンネルに続いて2番目、札幌市内では初のエリア放送

である。
フルセグおよびワンセグ放送で琴似商店街を中心に放送を行っていたが2024年（令和6年）4月12日に終了した。
区内に地上一般放送局7局（当初は9局）が設置されていた。
| 局名 | 呼出符号     | 空中線電力 | ERP  | 業務区域           |
| --- | ------------ | ---------- | ---- | ------------------ |
| 琴似テレビ1エリア放送                                                                                          | JOXZ1AH-AREA | 10mW       | 10mW | 札幌市西区琴似地域 |
| 琴似テレビ2エリア放送                                                                                          | JOXZ1AI-AREA | 5mW        | 10mW | 札幌市西区琴似地域 |
| 琴似テレビ3エリア放送                                                                                          | JOXZ1AJ-AREA | 4mW        | 10mW | 札幌市西区琴似地域 |
| 琴似テレビ4エリア放送                                                                                          | JOXZ1AK-AREA | 3mW        | 10mW | 札幌市西区琴似地域 |
| 琴似テレビ5エリア放送                                                                                          | JOXZ1AL-AREA | 3mW        | 10mW | 札幌市西区琴似地域 |
| 琴似テレビ6エリア放送                                                                                          | JOXZ1AM-AREA | 4mW        | 10mW | 札幌市西区琴似地域 |
| 琴似テレビ7エリア放送                                                                                          | JOXZ1AN-AREA | 7mW        | 10mW | 札幌市西区琴似地域 |
| 琴似テレビ8エリア放送                                                                                          | JOXZ1AO-AREA | 4mW        | 10mW | 札幌市西区琴似地域 |
| 琴似テレビ9エリア放送                                                                                          | JOXZ1AP-AREA | 6mW        | 10mW | 札幌市西区琴似地域 |
| - 免許人:株式会社豊多、物理チャンネル:36ch、周波数:611.142857MHz、リモコンキーID11 - ■はエリア放送終了前に廃局 |              |            |      |                    |

エリア放送終了後のことにTV制作の番組は、ことにTVのウェブサイト、YouTube、ジェイコム札幌の11chで視聴可能。